# Nozomi Yamagō
Nozomi Yamagō (jap. 山郷 のぞみ, Yamagō Nozomi; * 16. Januar 1975 in Ōmiya (heute: Saitama), Präfektur Saitama) ist eine japanische Fußballspielerin.

## Vereinskarriere
Yamagō spielte von 1993 bis 1999 für den FC Kunoichi; 2002 wechselte sie zu den Urawa Red Diamonds Ladies. Im Januar 2005 unterschrieb sie einen Vertrag bei California Storm in der nordamerikanischen WPSL, aber noch im gleichen Jahr kehrte sie nach Japan zurück.

## Nationalmannschaft
Yamagō absolvierte ihr erstes Länderspiel für die japanische Nationalmannschaft am 15. Juni 1997 gegen China. Sie spielte bei der 3. Frauenweltmeisterschaft 1999 und auch bei der 4. Frauenweltmeisterschaft 2003 noch bei allen sechs Spielen, bei der 6. Frauenweltmeisterschaft 2011 in Deutschland war Yamagō in der Mannschaft, aber sie hat nicht gespielt. Bei den Olympischen Sommerspielen 2004 in Athen absolvierte sie drei Spiele Japans.

## Erfolge
- Weltmeisterin bei der Fifa Frauen WM 2011 in Deutschland